# Вилкович
Ви́лкович (болг. Вълкович) — село в Кирджалійській області Болгарії. Входить до складу общини Джебел.

## Населення
За даними перепису населення 2011 року у селі проживали 139 осіб, з них 138 осіб (99,3%) — турки.
Розподіл населення за віком у 2011 році:
Динаміка населення: